# Toucy Narjot, a Konstantinápolyi Latin Császárság régense
Toucy Narjot (1162 körül – 1241), más néven: III./I. Narjot, franciául: Narjot de Toucy, görögül: Ναρζό του Τουσί, latinul: Nargaldus de Toceio, a Konstantinápolyi Latin Császárság régense. A francia eredetű Toucy-ház tagja. Toucy Fülöpnek, a Konstantinápolyi Latin Császárság régensének az apja.

## Élete
Apja II. Narjot (–1192), a burgundiai Toucy ura, aki részt vett a harmadik keresztes hadjáratban (1189–1192), amely amiatt robbant ki, hogy Szaladin egyiptomi szultán 1187-ben elfoglalta Jeruzsálemet. Anyja Dampierre-i Ágnes (–1192 után) troyes-i algrófnő.
Nem bizonyított, hogy Narjot már részt vett volna a negyedik keresztes hadjáratban (1202–1204), amikor a keresztesek elfoglalták Konstantinápolyt és megalapították a Konstantinápolyi Latin Császárságot, de feltehetőleg már ott volt az ötödik keresztes hadjáratban (1217–1221) Damietta ostromakor, ahol bátyja, Itier de Toucy (–1218) az életét vesztette.
(III./I.) Narjot a karrierjét azzal alapozta meg, hogy 1219 körül feleségül vette Branaina N. bizánci úrnőt (1205 körül–1239), Theodórosz Branasz bizánci úrnak, Drinápoly urának, a keresztesek egyik vezetőjének, a kaiszar (caesar) birtokosának és a Konstantinápolyi Latin Császárság régensének, valamint Capet Ágnes (Anna) (1271/72–1240) francia királyi hercegnőnek és özvegy bizánci császárnénak a lányát. Capet Anna császárné VII. Lajos francia király legkisebb lányaként és Capet Margit magyar királyné húgaként látta meg a napvilágot. Capet Ágnes két bizánci császár felesége is volt: II. Alexiosz és I. Andronikosz és bizánci császárnéként az ortodox vallás mellett az Anna nevet vette fel. Egyik császári férjének sem szült gyermekeket, hiszen 13/14 éves volt, mikor másodszor is megözvegyült 1185-ben, majd 1204-ben feleségül ment Theodórosz Branasz bizánci úrhoz, aki a nyugati keresztesekhez csatlakozott a Konstantinápolyi Latin Császárság megalapításakor, elnyerte a kaiszar (cézár) címet és a császárság régensi tisztét is betöltötte I. Henrik császár idején. Ebből a házasságból egy ismeretlen keresztnevű leány, Branaina úrnő született, aki Narjot négy gyermekének anyja lett. Házasságának köszönhetően Narjot kétszer is betöltötte a Konstantinápolyi Latin Császárság régense címet. Először I. Róbert konstantinápolyi latin császár halála után (ur.: 1228–1231) az elhunyt öccsének, II. Baldvinnak a kiskorúsága idején lett az állam ideiglenes uralkodója, miután az előző régens, I. Róbert és II. Baldvin nővére, Courtenay Mária nikaiai császárné 1228. szeptemberében szintén elhunyt, és egészen I. (Brienne-i) Jánosnak társcsászárrá (1231) választásáig töltötte be ezt a tisztet, majd Brienne-i János halála (1237) után (1238–1239) II. Baldvin távolléte idejére vette át újra a kormányrudat.
Első felesége halála után 1239/40 körül feleségül vette Jonasz (Kötöny) kun fejedelem ismeretlen nevű lányát, aki a férje halála után apáca lett.
Narjot idősebb fia, Fülöp (1220 körül–1277), apjához hasonlóan a Konstantinápolyi Latin Császárság régense lett (ur.: 1245–1247) II. Baldvin konstantinápolyi latin császár távolléte alatt, amíg a császár az európai udvarokat járta.

## Gyermekei
- Első feleségétől, Branaina N. (1205 körül–1239) bizánci úrnőtől, Theodórosz Branasz bizánci kaiszar (caesar), valamint Capet Anna (Ágnes) özvegy bizánci császárné és francia királyi hercegnő lányától, 4 gyermek:
  - Fülöp (1220 körül–1277), a Konstantinápolyi Latin Császárság régense, felesége Portia, I. Ottó roye-i úr lánya, 2 fiú, többek között:
    - (IV./I.) Narjot (1250 körül–1293), Laterza ura, a Szicíliai Királyság tengernagya, Durazzó főkapitánya, felesége I. Lúcia (1265 körül–1299) címzetes antiochiai hercegnő és tripoliszi grófnő, 1 fiú:
      - Fülöp (1285 körül – 1300. január 17. után) címzetes antiochiai herceg, jegyese Anjou Eleonóra (1289–1341) nápolyi királyi hercegnő, II. Károly nápolyi király és Árpád-házi Mária magyar királyi hercegnő lánya, később feleségül ment II. Frigyes szicíliai királyhoz.

  - Anselin (–1273), Mottola ura, felesége N. N., Tournay-i Ottónak, Kalavrita bárójának az özvegye, gyermekei nem születtek
  - Ágnes, férje II. (Villehardouin) Vilmos (1208 (után)–1278) achajai (moreai) herceg (fejedelem), 1 leány
  - Margit (–1279 (körül)), férje Leonardo di Veruli  (–1281) achajai kancellár
- Második feleségétől, N. kun hercegnőtől (–1241 után), Jonasz (Kötöny) kun fejedelem lányától, nem születtek gyermekei